# Génie informatique
Le génie informatique, ou l'ingénierie informatique, est une discipline qui traite de la conception, du développement et de la fabrication de systèmes informatiques, aussi bien d'un point de vue matériels que logiciels.

## Terminologie
Le terme anglais computer engineering est parfois utilisé dans un sens plus restreint, considérant le génie informatique comme une discipline reliée au génie électrique, et fait alors référence à la conception, au développement et à la fabrication du matériel uniquement. Le terme software engineering le complète sur les aspects logiciels.
Selon l'Office québécois de la langue française, le terme anglais data processing engineering s'apparente mieux au français ingénierie informatique.

## Description
L'ingénieur en informatique, en plus de maîtriser, comme l'informaticien, les méthodes de conception et de développement des systèmes informatiques (matériels et logiciels), possède une formation de base en technique et des connaissances approfondies sur la structure des ordinateurs, de leurs interfaces et des réseaux.

## Domaines de spécialisation
Les domaines de spécialisation du génie informatique incluent :
- l'architecture de l'ordinateur et les semi-conducteurs ;
- l'informatique industrielle et la commande numérique,
- la réseautique et la télématique ;
- le génie logiciel ;
- l'intelligence artificielle.

## Organisation de la profession
En France, le génie informatique est, depuis la fin des années 1960, une branche spécifique de l'économie. Elle est composée des éditeurs de logiciels, ainsi que des sociétés dites SSII (sociétés de services et d'ingénierie informatique).
Toutefois, les constructeurs de matériel informatique ne sont pas considérés comme des sociétés d'ingénierie informatique, même si le matériel informatique fait partie de ce type d'ingénierie.
L'ingénieur reste toujours en partie à créer des logiciels et à les approfondir[pas clair].